# José Luis Ágreda
José Luis Ágreda Yécora (Sevilla, 21 març de 1971) és un autor de còmic humorístic i il·lustrador  espanyol. També signa com Ágreda, J.L. Ágreda, José Luis A i José Luis.

## Biografia

### Infància i joventut
A 4 anys, es trasllada amb la família a Bilbao, on va viure fins al 1988. Es va aficionar a còmics com  Els Barrufets  de Peyo i al  Superlópez  de Jan, començant també a dibuixar per influència del seu germà.
Amb el temps va contactar amb els aficionats del món del còmic local, i va publicar a fanzines com  Metacrilat  (1982).
Després de morir el seu pare, va tornar amb la seva família a Sevilla, on va estudiar la carrera d'Arquitectura, va publicar a les revistes subvencionades I.M.A.J.EN. de Sevilla  (1991-1993),  Don Crispín  i en els fanzines autoeditats El Huevo y El Tebeo Veloz (1993-94). Al Cinema-Club de l'Escola Superior Tècnica, va conèixer l'obra de cineastes com Aki Kaurismaki i Jim Jarmusch, a més de la seva xicota Lucía Salado, qui l'ajudaria a escriure els guions de la seva sèrie El Elefante Errante.
Després de guanyar un concurs de còmic a Bilbao, Natxo Allende li va oferir publicar a La Comictiva, on entre el 1994 i el 1998 va dibuixar sèries com la inacabada Los años conjurados (1994) i  Barrabas  (1996) i. El 1997, Under Còmic va publicar el seu primer còmic recopilatori, encara que en blanc i negre: ¡Eh, tú chaval!.

### La professionalització
Després de la seva participació en l'exposició "Qué Joven Te Veo" del Saló del Còmic de Barcelona i un especial dedicat al nou còmic underground de, "El Víbora" el 1998, va començar a treballar de forma professional fent còmic d'humor per la revista "El Jueves", fent duo amb Bernardo Vergara en sèries com Los Chapas (1998-2000), en els seus inicis en va fer el guió i posteriorment el va continuar Bernardo, també va treballar a Zoé en el País de las Hadas per la revista ¡Dibus!. També van col·laborar en un àlbum escrit per Gomaespuma. En solitari, es converteix en un dels il·lustradors habituals de, "El País de las Tentaciones".
El 2002 va guanyar el premi a la Millor Obra del 2001 del Saló Internacional del Còmic de Barcelona per Cosecha Rosa.
Per la revista infantil Mister K (2004-2006), va crear la sèrie  Olga i Héctor .
| Any  | Títol                                                | Guionista        | Tipus                  | Publicació                          |
| ---- | ---------------------------------------------------- | ---------------- | ---------------------- | ----------------------------------- |
| 1994 | Los años conjurados                                  | José Luis Ágreda | Sèrie                  | La Comictiva                        |
| 1996 | Barrabás                                             | José Luis Ágreda | Sèrie                  | "La Comictiva"                      |
| 1997 | ¡Eh, tú, chaval!                                     | José Luis Ágreda | Monografia             | Under Cómic: Flor de un día, núm. 1 |
| 1998 | Pablo Pachín y su perro Pachín Pablo                 | José Luis Ágreda | Sèrie                  | "U, el Hijo de Urich", época III    |
| 1998 | Los Chapas                                           | Bernardo Vergara | Serie                  | El Jueves.                          |
| 2000 | Siniestro Total: La Historia del Blues               | José Luis Ágreda | Monografia col·lectiva | Under Cómic                         |
| 2000 | Raúl y Andrea. A la fuerza ahorcan                   | Gomaespuma       | Monografía             | Temas de Hoy                        |
| 2000 | Almanaque extraordinario Bardín baila con la más fea | José Luis Ágreda | Monografia col·lectiva | Mediomuerto, núm. 5.                |
| 2001 | Cosecha rosa                                         |                  | Monografia             | Under Cómic                         |